# Kaliforniermöwe

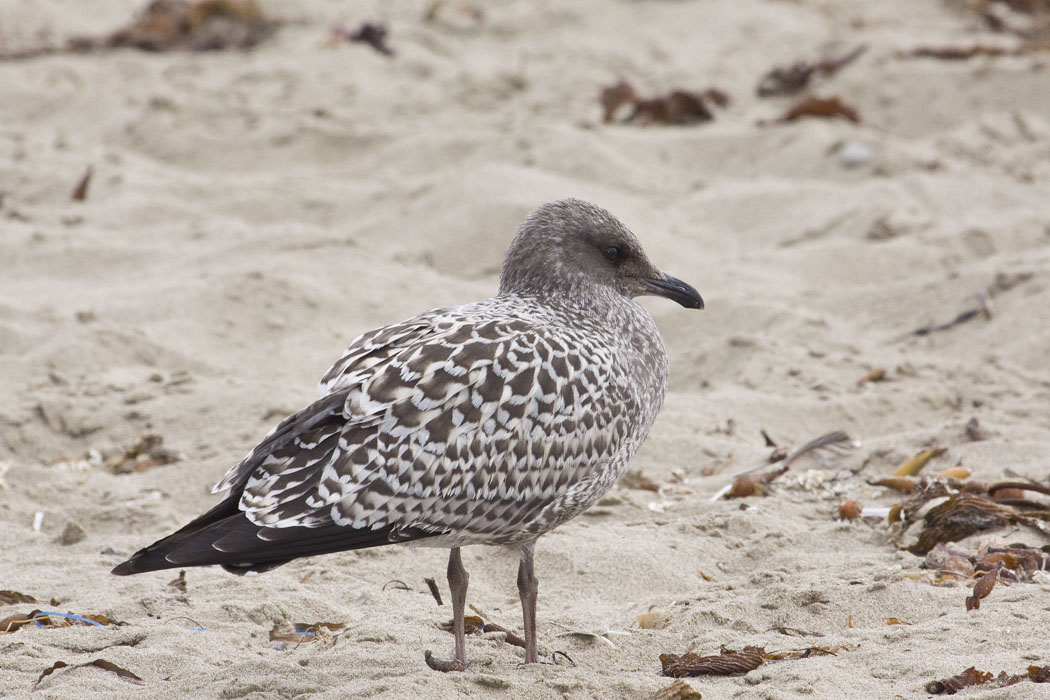
Kaliforniermöwe im Jugendkleid

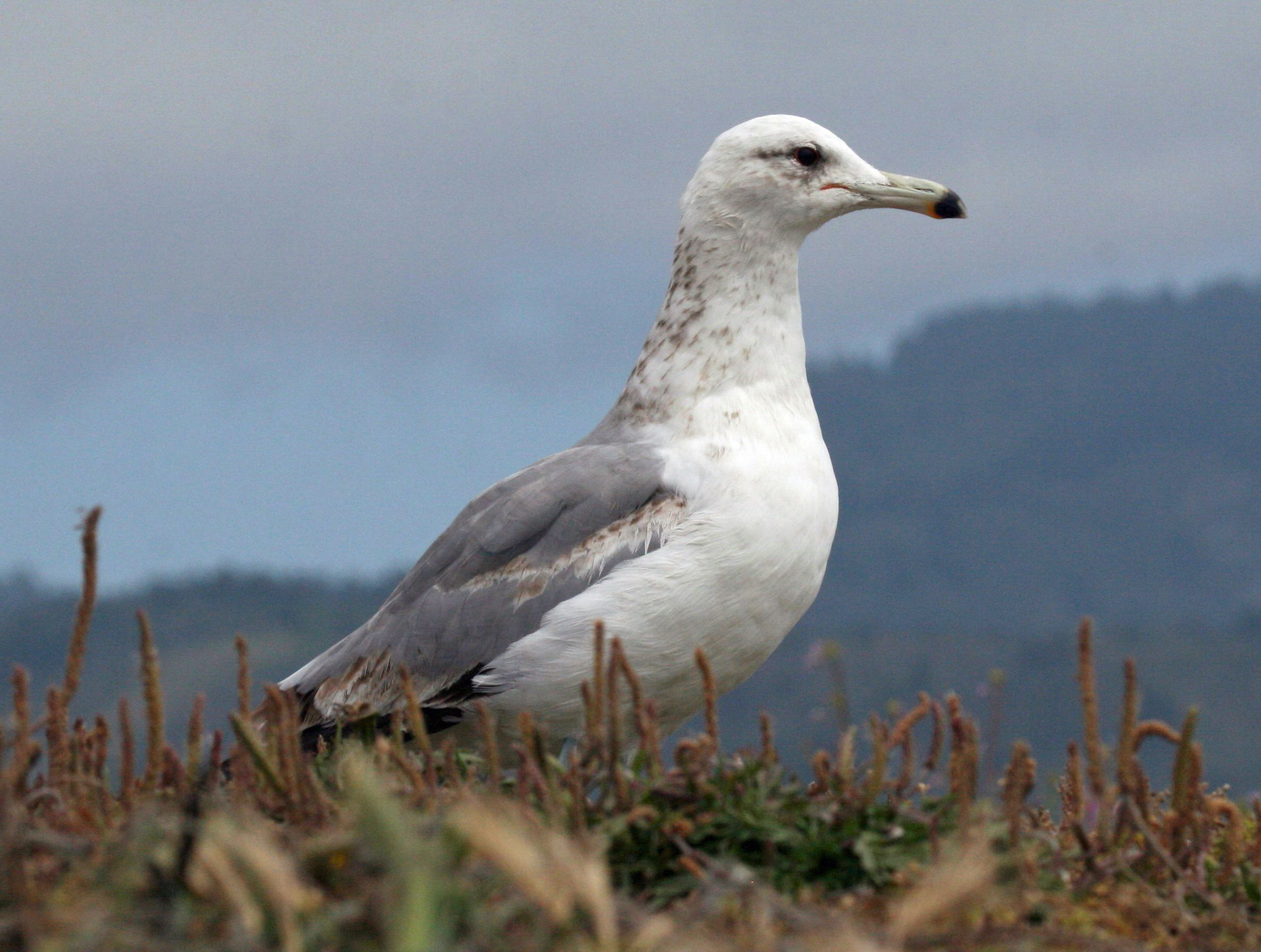
Kaliforniermöwe im dritten Sommer

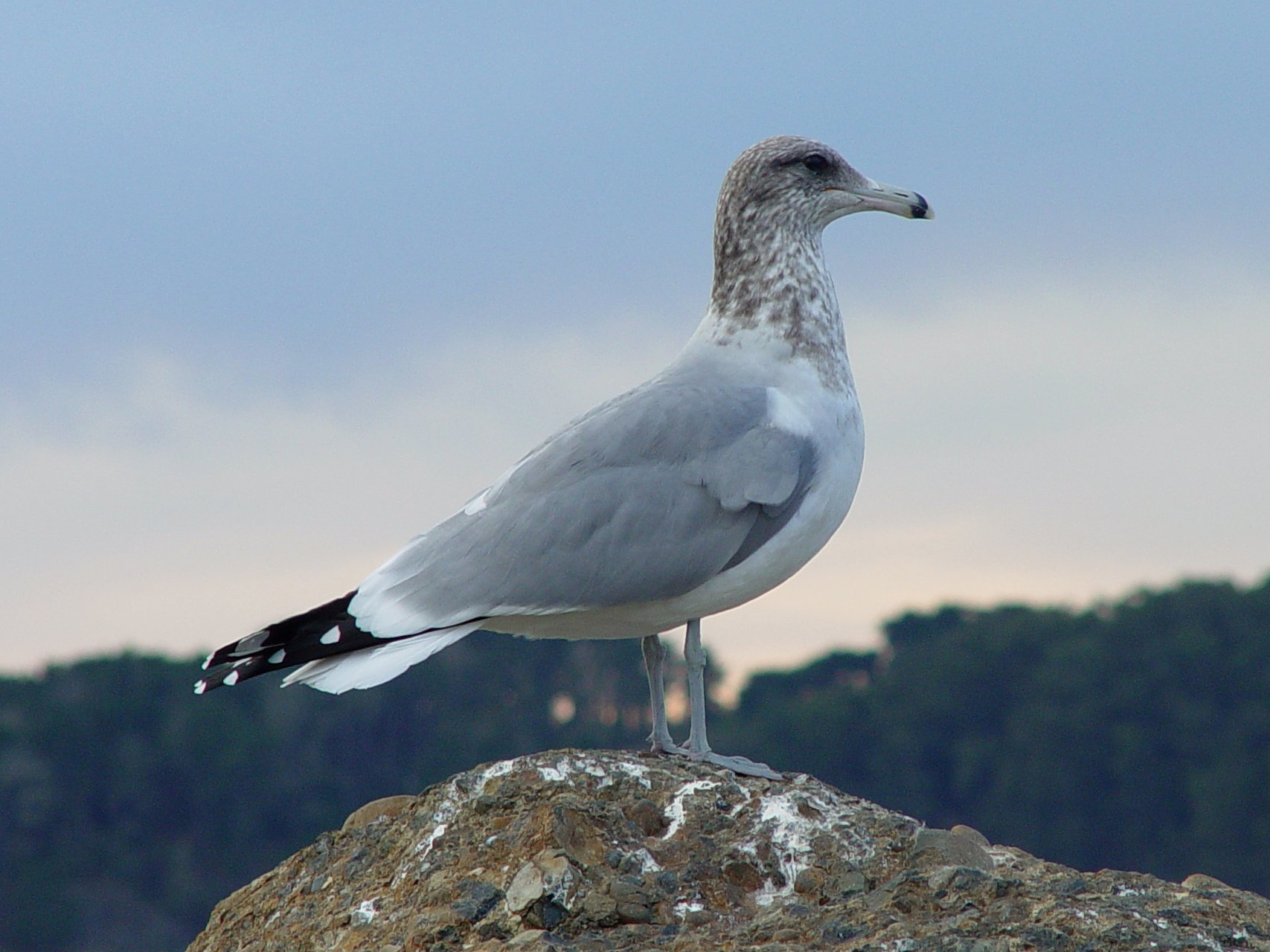
Kaliforniermöwe im dritten Winter

Die Kaliforniermöwe (Larus californicus) ist eine Vogelart innerhalb der Möwen (Larinae). Sie brütet auf Inseln in Salz- und Binnenseen im Westen Nordamerikas und ist im Winter an der Westküste zwischen British Columbia und Mexiko anzutreffen.

## Beschreibung
Mit 45–51 cm Körperlänge und einer Flügelspannweite von 122–140 cm steht die Kaliforniermöwe in der Größe zwischen Ringschnabelmöwe  und Silbermöwe. Im Vergleich mit der recht ähnlichen Ringschnabelmöwe hat sie einen längeren und schlankeren Schnabel, einen kleineren Kopf, einen verhältnismäßig rundlichen „Bug“ mit vorgewölbter Brust und deutlich gerundetem Bauch sowie einen relativ schlanken Hinterleib.

### Adulte Vögel
Im Brutkleid sind Kopf, Hals und Unterseite weiß. Der gelbe Schnabel weist einen roten Gonysfleck, eine subterminale, schwarze Binde sowie eine helle Spitze auf. Er wirkt dadurch vierfarbig und stellt ein für die nordamerikanische Westküste unverwechselbares Bestimmungsmerkmal da. Die Iris ist dunkel und von einem roten Orbitalring eingeschlossen. Die Schulter- und Rückenfedern sind dunkel blaugrau. Davon heben sich beim sitzenden Vogel deutlich zwei halbmondförmige Säume an den hinteren Schulterfedern und an den Schirmfedern ab. Die Hinterkante des Armflügels ist auffällig breit weiß gesäumt. Die Spitze des Handflügels ist schwarz und setzt sich als relativ klar begrenztes Dreieck vom übrigen Flügel ab. Die beiden äußeren Handschwingen zeigen ein subterminales weißes Feld und wie die übrigen Handschwingen weiße Spitzen. Der Schwanz ist komplett weiß. Die Beinfarbe variiert zwischen grau und gelb.
Im Winterkleid ist vor allem der Hinterkopf dunkel gestrichelt, die Zeichnung konzentriert sich oft in Form eines dunklen Nackenbands, das bis auf die Brustseiten reichen kann.

### Jugendkleid
Das Jugendkleid ähnelt dem der Amerikanischen Silbermöwe und ist überwiegend dunkelbraun mit einer helleren Stirn, einem aufgehellten Unterbauch und beigebraunen Unterschwanzdecken, die durch eine grobe, dunkle Bänderung auffallen. Bei sehr jungen Vögeln spielt die Färbung ins Zimtbraune, was aber bald durch Abnutzung des Gefieders abnimmt. Rücken und Schulterfedern wirken durch dunkle Federzentren und helle Säume geschuppt, jedoch nicht so deutlich wie bei Amerikanischen Silbermöwen. Auf der dunklen Flügeloberseite fallen zwei helle Bänder auf, die durch die hellen Spitzen der mittleren und großen Armdecken gebildet werden. Im Unterschied zur Amerikanischen Silbermöwe fehlt ein helles Feld auf den inneren Handschwingen. Der Bürzel ist auf hellem Grund grob gebändert, der Schwanz dunkel wie auch der Unterflügel. Schnabel und Auge sind dunkel, die Beine fleischfarben.

### Immature Vögel
Im ersten Winter hat sich der Schnabel bis auf eine schwarze Spitze deutlich fleischfarben aufgehellt. Überhaupt ist der Vogel heller braun als im Jugendkleid, besonders die Gesichtspartie. Rücken und Schulterfedern sind extrem variabel, aber meist grau mit dunklen Subterminalbinden oder -flecken. Die großen Armdecken stechen durch dunkle Federzentren optisch aus dem Flügel hervor.
Im zweiten Winter ist der Vogel an Kopf, Hals und Unterseite weitgehend weiß mit einer grauen Schnabelbasis und einer dunklen Strichelung, die sich im Nacken verdichtet und teils noch bis auf die Flanken reicht. Rücken, Schultern und mittlere Armdecken sind weitgehend grau und heben sich von den braun gezeichneten übrigen Flügeldecken ab. Der Bürzel ist weiß und der Schwanz zeigt eine breite schwarze Binde. Die Beinfarbe variiert zwischen grau, gelb und fleischfarben. Vögel im zweiten Winter ähneln Amerikanischen Silbermöwen im dritten Winter, letztere unterscheiden sich aber durch den kräftigeren Schnabel und die bereits helle Iris.
Vögel im dritten Winter ähneln bereits stark den adulten Vögeln, unterscheiden sich aber noch durch die graue Schnabelbasis, die Reste von brauner Zeichnung auf den Armdecken, die nur sehr schmalen weißen Spitzensäume der Handschwingen und die Reste einer dunklen Schwanzbinde. Die Beinfärbung ist wie im zweiten Winter noch variabel.

## Stimme
Die stimmlichen Äußerungen (Hörbeispiel) sind mit denen der Amerikanischen Silbermöwe vergleichbar, jedoch rauer und quietschender. Ein kurzes und tiefes goool erinnert an Rufe der Mantelmöwe. Das „Jauchzen“ (long call) ist schnell, hoch und keuchend.

## Verbreitung und Bestand
Die Brutverbreitung der Kaliforniermöwe reicht vom südlichen Einzugsgebiet des Mackenzie River und dem Großen Sklavensee südwärts über Alberta und das westliche Manitoba südwärts bis in die Vereinigten Staaten, wo sich das Artareal vom östlichen Washington über das Große Becken ostwärts bis nach South Dakota erstreckt. Im Süden reicht die Verbreitung bis ins östliche Kalifornien und nach Colorado.
Der Bestand wird unterschiedlich auf etwa 200.000 Paare oder 620.000 adulte Vögel geschätzt und teilt sich auf über 100 Kolonien auf. Bis in die 1930er Jahre war ein Bestandsrückgang auf etwa 50.000 Brutpaare zu verzeichnen. Ursächlich war in erster Linie das kommerzielle Absammeln von Eiern im späten 19. Jahrhundert. Nachdem die Art Anfang des 20. Jahrhunderts unter Schutz gestellt worden war, stieg der Bestand wieder an und belief sich in den 1980er Jahren auf etwa 140.000 Brutpaare. In dieser Zeit konnte die Art auch ihr Verbreitungsgebiet deutlich ausweiten. Die größten Kolonien befinden sich am Großen Salzsee und am Mono Lake. Der kanadische Bestand umfasst mindestens 20.000 Brutpaare. Die Kaliforniermöwe wird von der IUCN als nicht bedroht (“least concern”) angesehen.

## Geografische Variation
Es werden zwei Unterarten anerkannt, von denen die nordöstliche L. c. albertaensis etwas größer und kräftiger gebaut ist, einen kräftigeren Schnabel und kürzere Beine hat. Zudem ist die Oberseite etwas heller, die Flügelspitze zeigt weniger Schwarz und die Strichelung des Kopfes im Winterkleid ist ausgedehnter als bei der Nominatform. Die beiden Unterarten kamen ehemals in disjunkten Teilgebieten vor. Durch Ausbreitung in jüngerer Zeit ist östlich der Rocky Mountains wieder eine Kontaktzone entstanden.
- L. c. californicus Lawrence, 1854 – südwärts von Washington und Montana bis Kalifornien, Wyoming und Colorado, möglicherweise British Columbia
- L. c. albertaensis Jehl, 1987 – nördliche Great Plains (südwärts bis Montana und North Dakota) sowie südliches und mittleres Kanada

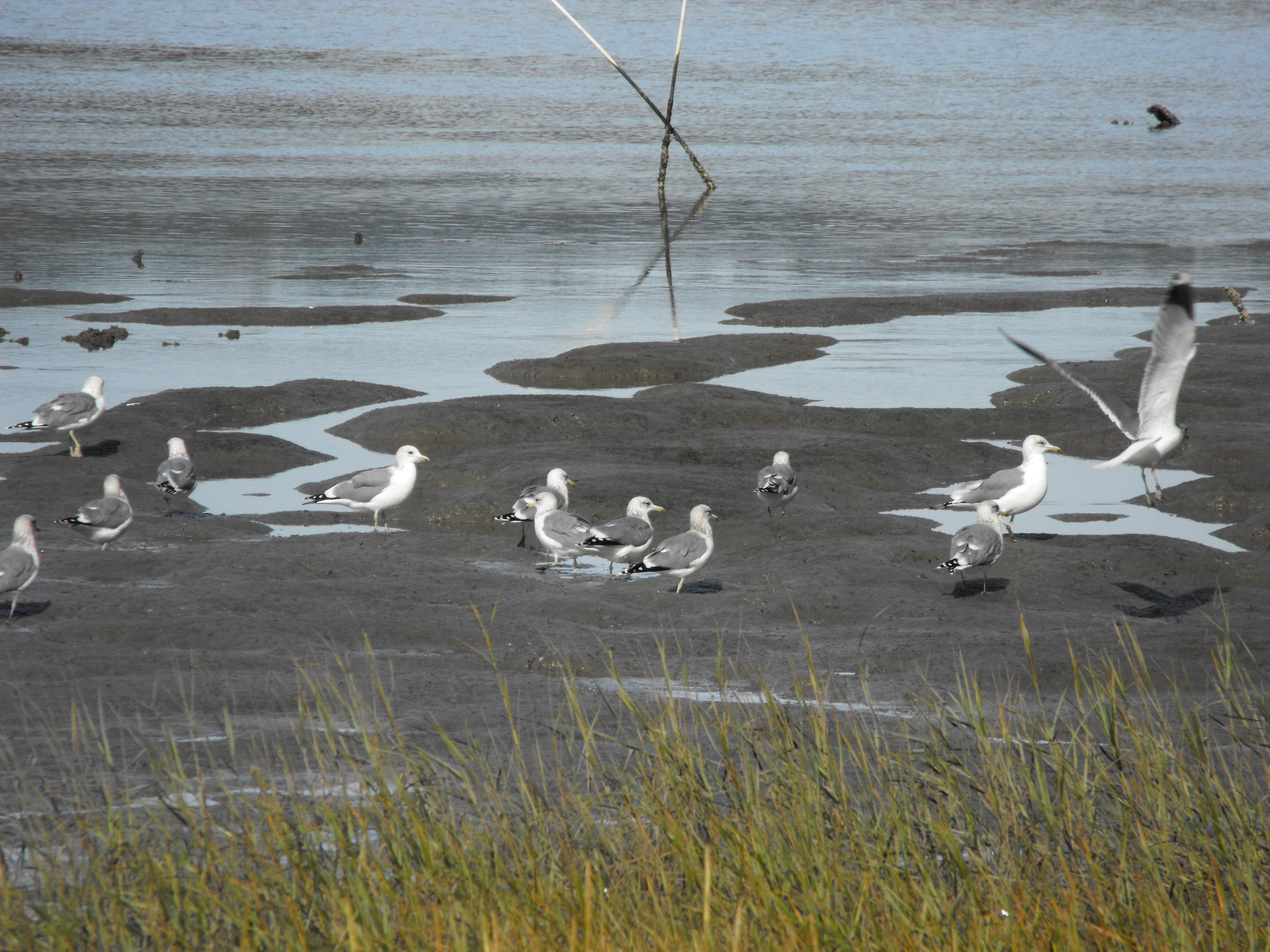
Kaliforniermöwen im Überwinterungsgebiet

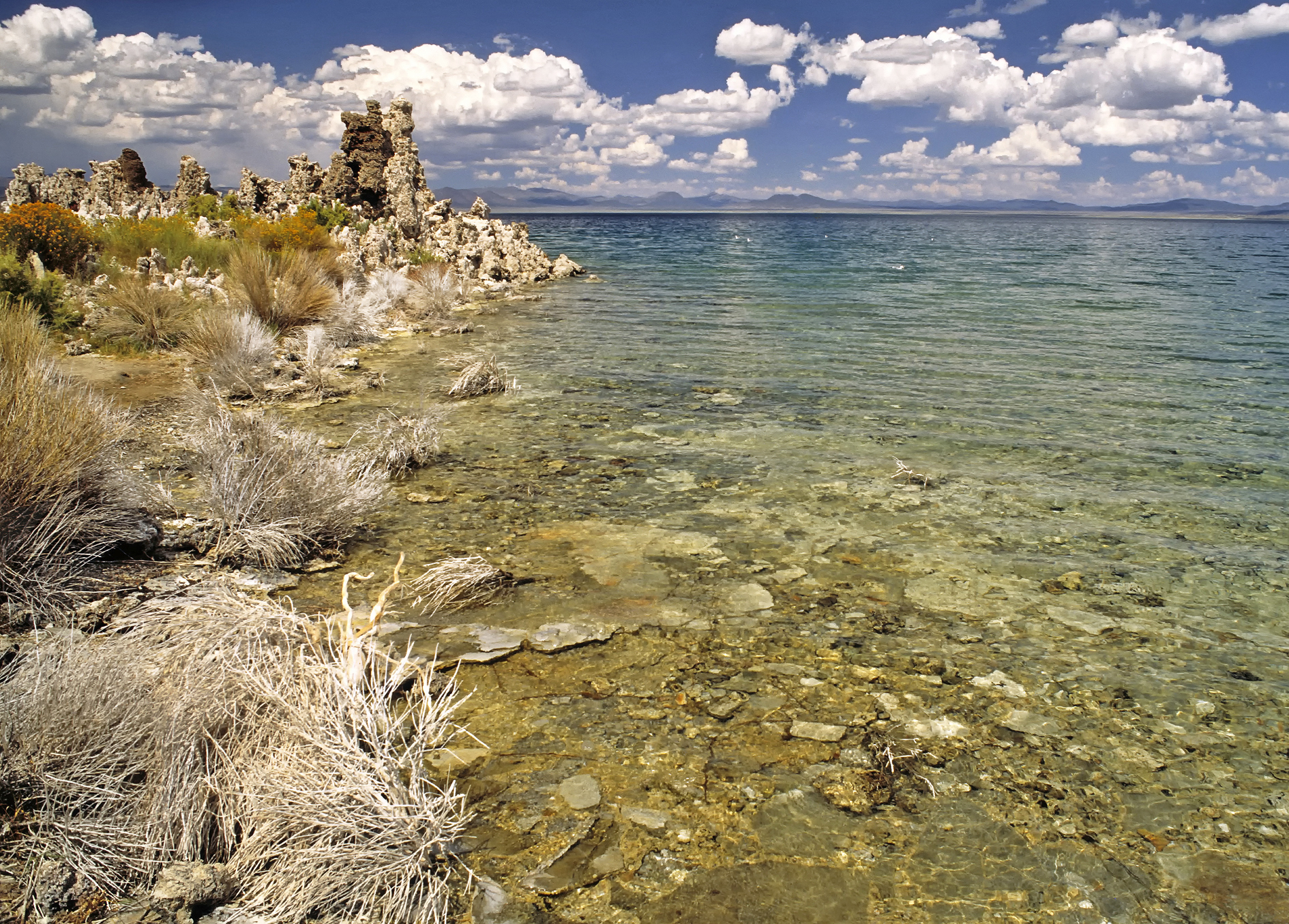
Zu den Brutorten der Kaliforniermöwe gehört der Mono Lake in Ost-Kalifornien

## Wanderungen
Nach der Brutzeit ziehen vor allem viele jüngere Tiere erst nach Norden in den Bereich des nordwestlichen Pazifiks im südöstlichen Alaska, bevor sie sich in die Hauptüberwinterungsgebiete an der kalifornischen und mexikanischen Pazifikküste begeben. Die Unterart L. a. albertaensis vollführt einen Überspringzug und überwintert insgesamt südlicher und zu einem großen Teil im Binnenland. Die Art insgesamt überwintert südlich bis Niederkalifornien sowie Colima und bis in den Norden des Bundesstaates México.
Im Mittleren Westen, in Colorado und den mittleren Südstaaten ist die Art gelegentlicher Wintergast. Selten, aber regelmäßig taucht sie in Yukon, Québec und Texas auf. Als Irrgast wurde sie aus Virginia, Delaware und Florida, Hawaii sowie Japan gemeldet.

## Lebensraum
Außerhalb der Brutzeit ist die Kaliforniermöwe an Küsten, Flussmündungen und Buchten, auf Schlammflächen, in Sümpfen und Marschen sowie auf landwirtschaftlich genutzten Flächen zu finden. Die Brutkolonien liegen in ariden Gebieten im Binnenland, für gewöhnlich handelt es sich um flache, felsige Inseln in Süßwasser- oder Salzseen.

## Nahrung
Die Nahrung der Kaliforniermöwe besteht aus Insekten und deren Larven, Vogeleiern und -jungen bis zur Größe von Küken der Kanadagans, Regenwürmern, Krabben, kleinen Nagetieren, Aas und Abfällen, Früchten und Getreide. Zur häufigsten animalischen Beute zählen Heuschrecken und Grillen, weswegen die Art als nützlich angesehen wird. Lokal kann das Nahrungsspektrum unterschiedlich ausfallen, so bildeten in British Columbia jeweils in verschiedenen Kolonien Getreide, Abfälle oder Insekten die Hauptnahrung. Da sich die Art lokal bisweilen auf Vogeleier und Nestlinge spezialisiert, kann sie an manchen Seen den Bruterfolg der Entenpopulation zunichtemachen. Anderenorts spezialisiert sie sich bei Gradationen auf Nagetiere oder verursacht Schäden in Obstplantagen. Bei Botulismusepidemien ernährt sie sich auch von Vogelkadavern.

## Fortpflanzung
Die Kaliforniermöwe kehrt zwischen März und Mai in die Brutkolonien zurück, die Brutzeit beginnt meist im Juni, seltener auch schon Mitte Mai. Die Partner eines Paares sind meist im gleichen Alter, was eine langzeitige Monogamie vermuten lässt. Die Brutdichte in den Kolonien ist oft sehr hoch und kann bis zu 77 Brutpaare auf 100 m² betragen. Durch territoriale Konflikte steigt dann die Sterblichkeit der Altvögel. Der Bruterfolg ist in der Mitte von Kolonien und im Schutz von Strauchwerk am höchsten.
Das Gelege besteht meist aus drei Eiern, im Großen Becken sind jedoch 2 Eier die Regel. Die Brutdauer liegt zwischen 26 und 28, die Nestlingszeit bei etwa 40 Tagen.